# Ellesheim
Ellesheim ist ein Stadtteil von Bad Münstereifel im Kreis Euskirchen, Nordrhein-Westfalen und gehört zur Dörfergemeinschaft und ehemals eigenständigen Gemeinde Mutscheid.

## Lage
Der Ort liegt südöstlich der Altstadt von Bad Münstereifel. Die Kreisstraße 53 verläuft durch das Dorf. Am östlichen Ortsrand verläuft die Landesstraße 165. Daneben fließt der Buchholzbach. Der Ort stellt sich originär nur als reiner Wohnort dar. Geschäfte oder Gaststätten gibt es in Ellesheim nicht. Im Wesentlichen durchläuft Ellesheim die Rehnstraße, an der die meisten Wohnhäuser liegen. Zum Dorf Ellesheim gehört eine Kunstausstellung. Diese ist in einem abgelegenen Gebäude untergebracht, welches noch vor rund 15 Jahren als Näherei genutzt wurde.

## Geschichte
Ellesheim gehörte zur eigenständigen Gemeinde Mutscheid, bis diese am 1. Juli 1969 nach Bad Münstereifel eingemeindet wurde.

## Infrastruktur und Verkehr
Die Grundschulkinder werden zur katholischen Grundschule St. Helena nach Mutscheid gebracht.
In Ellesheim selbst gibt es zwei Vereine, den Junggesellenverein und den Dorfverschönerungsverein. Der Junggesellenverein bestand 2008 aus exakt drei Junggesellen. Im Dorfverschönerungsverein sind nahezu alle Einwohner des Dorfes.
Die VRS-Buslinie 822 der RVK verbindet den Ort mit Bad Münstereifel und weiteren Nachbarorten, ausschließlich als TaxiBusPlus im Bedarfsverkehr.
| Linie | Verlauf |
| ----- | --- |
| 822   | MiKE (außer im Schülerverkehr): (Bad Münstereifel Gewerbegeb./Ärzteh. →/ Rathaus ←) Bad Münstereifel Bf – Eifelbad – Eicherscheid – Langscheid / Vollmert – Schönau – (Mahlberg ←) Wasserscheide – Esch – Honerath – Berresheim – Hardtbrücke – Ellesheim – Mutscheid – Nitterscheid – Sasserath – Hilterscheid – Ohlerath (– Rupperath / Wershofen) |